# Gran Premio Industria e Commercio di Prato 1992
Il Gran Premio Industria e Commercio di Prato 1992, quarantasettesima edizione della corsa, si svolse il 26 aprile 1992 su un percorso di 204 km, con arrivo a Prato. Fu vinto dal venezuelano Leonardo Sierra della ZG Mobili-Selle Italia davanti all'italiano Andrea Ferrigato e al polacco Zenon Jaskula.

## Ordine d'arrivo (Top 10)
| Pos. | Corridore           | Squadra                      | Tempo    |
| ---- | ------------------- | ---------------------------- | -------- |
| 1    | Leonardo Sierra     | ZG Mobili-Selle Italia       | 5h20'00" |
| 2    | Andrea Ferrigato    | Ariostea                     |          |
| 3    | Zenon Jaskula       | MG Boys Maglificio-Technogym |          |
| 4    | Massimo Podenzana   | Italbonifica-Navigare        |          |
| 5    | Roberto Conti       | Ariostea                     |          |
| 6    | Stefano Colage      | ZG Mobili-Selle Italia       |          |
| 7    | Marco Lietti        | Ariostea                     |          |
| 8    | Stefano Della Santa | Amore & Vita-Fanini          |          |
| 9    | Alberto Elli        | Ariostea                     |          |
| 10   | Roberto Gusmeroli   | GB-MG Maglificio-Bianchi     |          |